# Zoológico de Lisboa
El Jardín Zoológico de Lisboa (Jardim Zoológico e de Aclimação de Lisboa y abreviadamente, Jardim Zoológico, en portugués) está situado en Sete Rios, en Lisboa, Portugal. Es miembro de la Asociación Europea de Zoos y Acuarios (EAZA) y reúne animales y plantas de todo el mundo, con cerca de 2000 ejemplares de más de 300 especies diferentes:
- 114 mamíferos
- 157 aves
- 56 reptiles
- 5 anfibios
- 1 colección de artrópodos.

Fue inaugurado en 1884, en las antiguas instalaciones del parque de São Sebastião da Pedreira, y se trasladó en 1894 a los terrenos de Palhavã, donde posteriormente se estableció la Fundación Calouste Gulbenkian. En 1905, el zoo se trasladó definitivamente a la Quinta das Laranjeiras, en Sete Rios.
Desde 2014 alberga una pareja de linces ibéricos, el felino más amenazado del mundo.
El zoológico estuvo cerrado al público desde el 16 de marzo de 2020 hasta el 8 de mayo del mismo año debido a las restricciones por la pandemia de COVID-19.

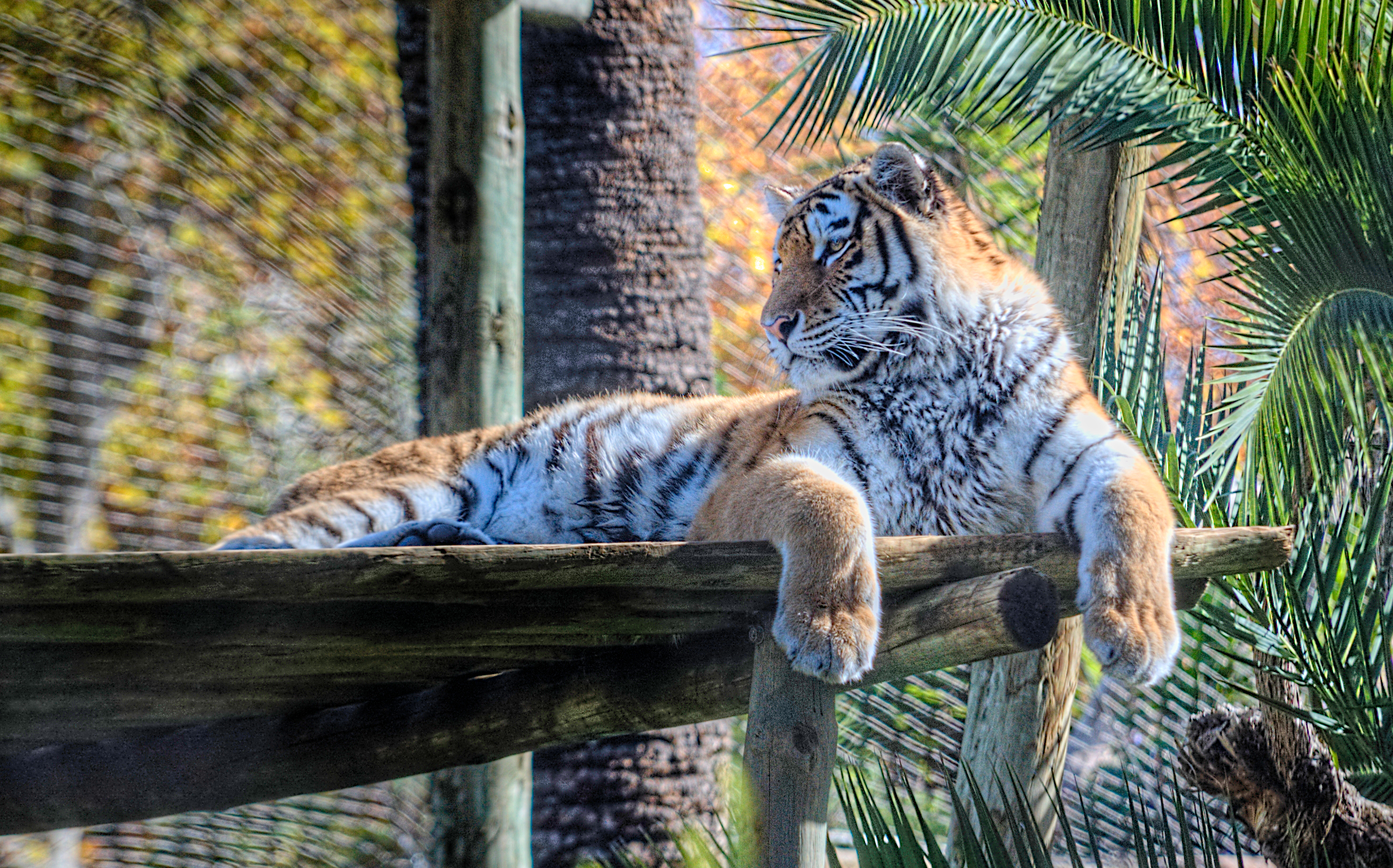
Tigre en el zoológico de Lisboa.

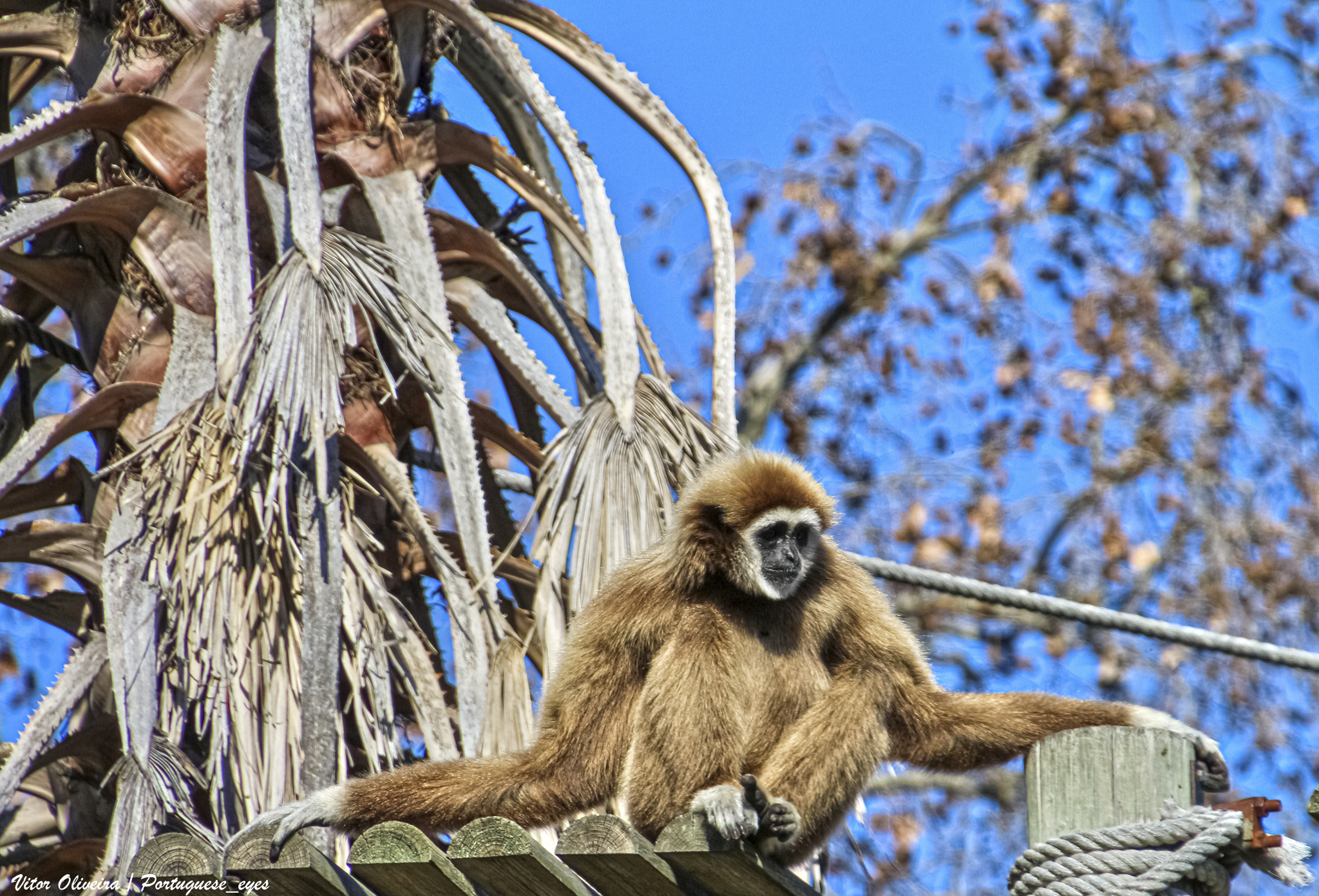
Gibón de manos blancas.

## Trabajos de conservación e investigación
La caída del Estado Nuevo en Portugal representó para el zoológico dejar de recibir ejemplares de las antiguas colonias africanas, la suspensión de los subsidios estatales y una disminución de la cantidad de visitantes. Fue así que se implementó una nueva estrategia de gestión desde 1990, con la administración de Félix Naharro Pires, enfocada en la creación de servicios comerciales y la promoción de la educación con la creación de un Centro Pedagógico.
El zoológico buscó desde entonces fomentar la protección y conservación, y persiguió la reproducción y reproducción de especies en peligro de extinción desde la investigación científica y los programas de enriquecimiento ambiental.
Fue así como participó en la primera inseminación artificial en Europa de tigres de Siberia, trabajó en el estudio demográfico de rinocerontes de Sumatra, colabora con la conservación de koalas en Australia, contribuyó donando ejemplares de antílope adax al parque nacional de Sus-Masa (Marruecos) en las labores por evitar su extinción y apoya financieramente un programa de conservación del okapi en República Democrática del Congo.
El zoológico también promueve la preservación de especies vegetales.

### Centro Pedagógico y programas educativos
El Centro Pedagógico del zoológico desarrolla desde 1996 programas educativos gratuitos para escuelas de preescolar, nivel básico y secundario, abordando temas como sustentabilidad, ética y ciudadanía, cambio climático, biodiversidad y agua.
Cuenta con planes educativos en el zoológico, cursos virtuales y el programa O Zoo vai à Escola en el que un educador del zoológico visita centros educativos.

## Servicios para la comunidad

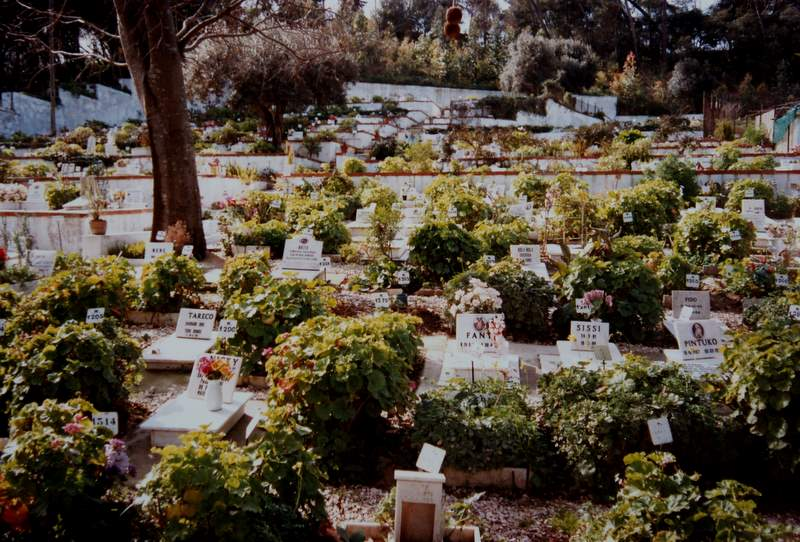
Cementerio de mascotas.

Desde 1934 el zoológico cuenta con un cementerio de mascotas abierto a la población. También funciona desde 2014 el llamado 'Pet hotel', que sirve de albergue temporal para animales domésticos, como perros, gatos, aves, roedores y reptiles.

## Controversias

### Muerte de una jirafa
En mayo de 2018, una jirafa de Angola de 11 años de edad murió al caer a un foso, al acercarse cuando un visitante del zoológico no respetó las indicaciones y le ofreció comida.

### Denuncia de maltrato a delfínes

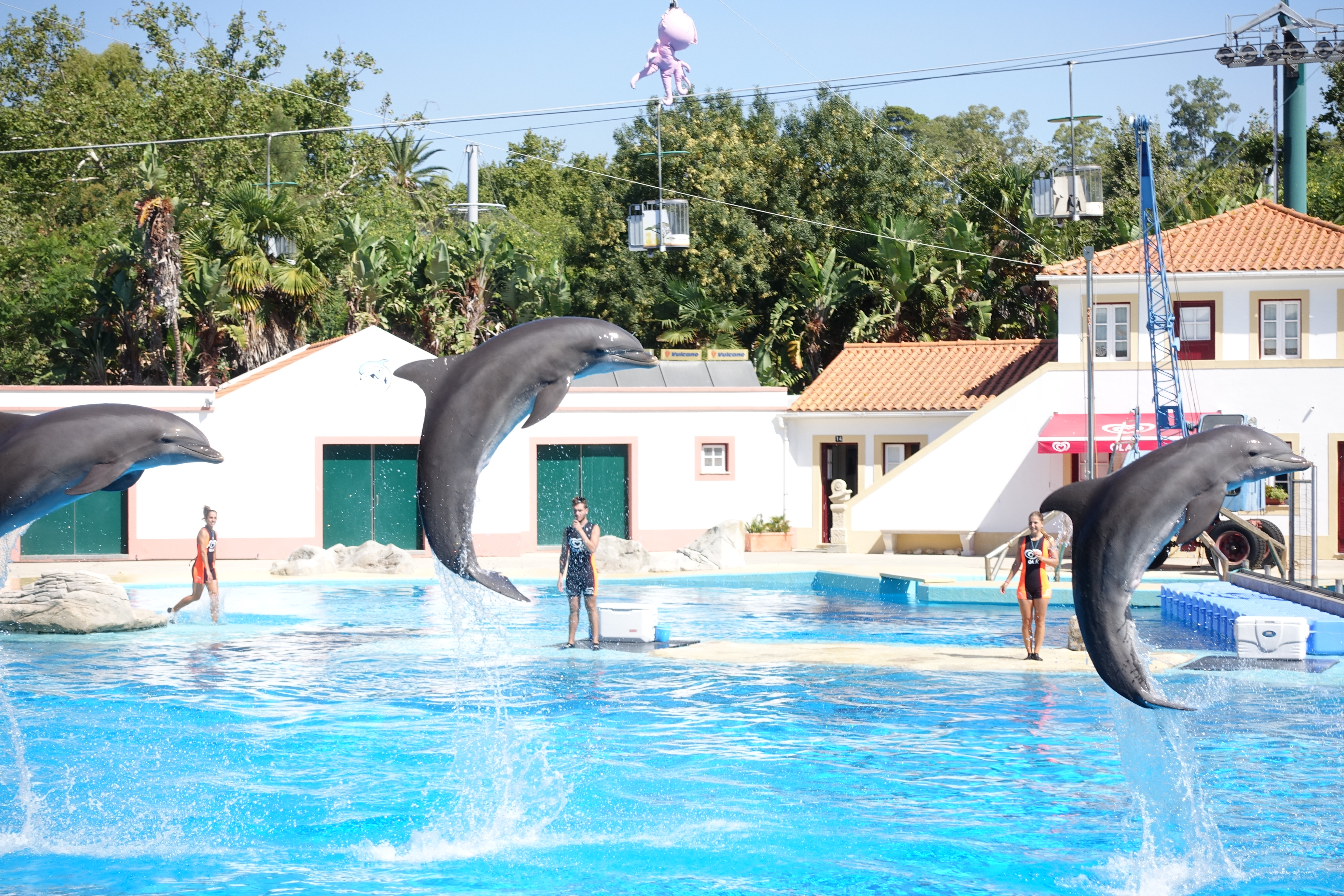
Delfines en un espectáculo de 2017.

La organización Empty Tanks Portugal acusó al zoológico en 2022 de tener ocho delfines en un tanque de dimensiones reducidas. En junio de 2023 acusó públicamente al zoológico de maltratar a un delfín y mostró videos (filmados con anterioridad, según especificaron) en el que un entrenador monta de pie sobre el lomo de un animal en el delfinario, además de exhibir imágenes de un delfín herido. Desde el zoológico afirmaron que ese tipo de espectáculos "no forman parte de la práctica actual", que no se realizan "desde hace mucho tiempo", y que ningún delfín resultó con las heridas que se muestran durante un espectáculo. Empty Tanks Portugal y Planet Art Network (PAN) hicieron una manifestación frente al zoológico en junio de 2024 reclamando el fin de los espectáculos con delfines y la conversión de los delfinarios en santuarios marinos.

## Ubicación y acceso
El zoológico se encuentra en el barrio Sete Rios, de la zona noreste de Lisboa, y se puede acceder con el metro, a través de la estación Jardim Zoológico de la Línea Azul.